# Anthurium podophyllum
Anthurium podophyllum là một loài thực vật có hoa trong họ Ráy (Araceae). Loài này được (Cham. & Schltdl.) Kunth miêu tả khoa học đầu tiên năm 1841.